# جاي توري
جاي توري (بالإنجليزية: Guy Torry)‏ هو كاتب سيناريو وممثل أمريكي، ولد في 5 يناير 1969 بسانت لويس في الولايات المتحدة.

## أعمال

### أفلام
- (1998) التاريخ الأمريكي إكس[3]
- (2001) بيرل هاربر[4][5][6]

## وصلات خارجية
- جاي توري على موقع IMDb (الإنجليزية)
- جاي توري على موقع إن إن دي بي (الإنجليزية)
- جاي توري على موقع قاعدة بيانات الفيلم (الإنجليزية)